# Landwehr (Hamburg)

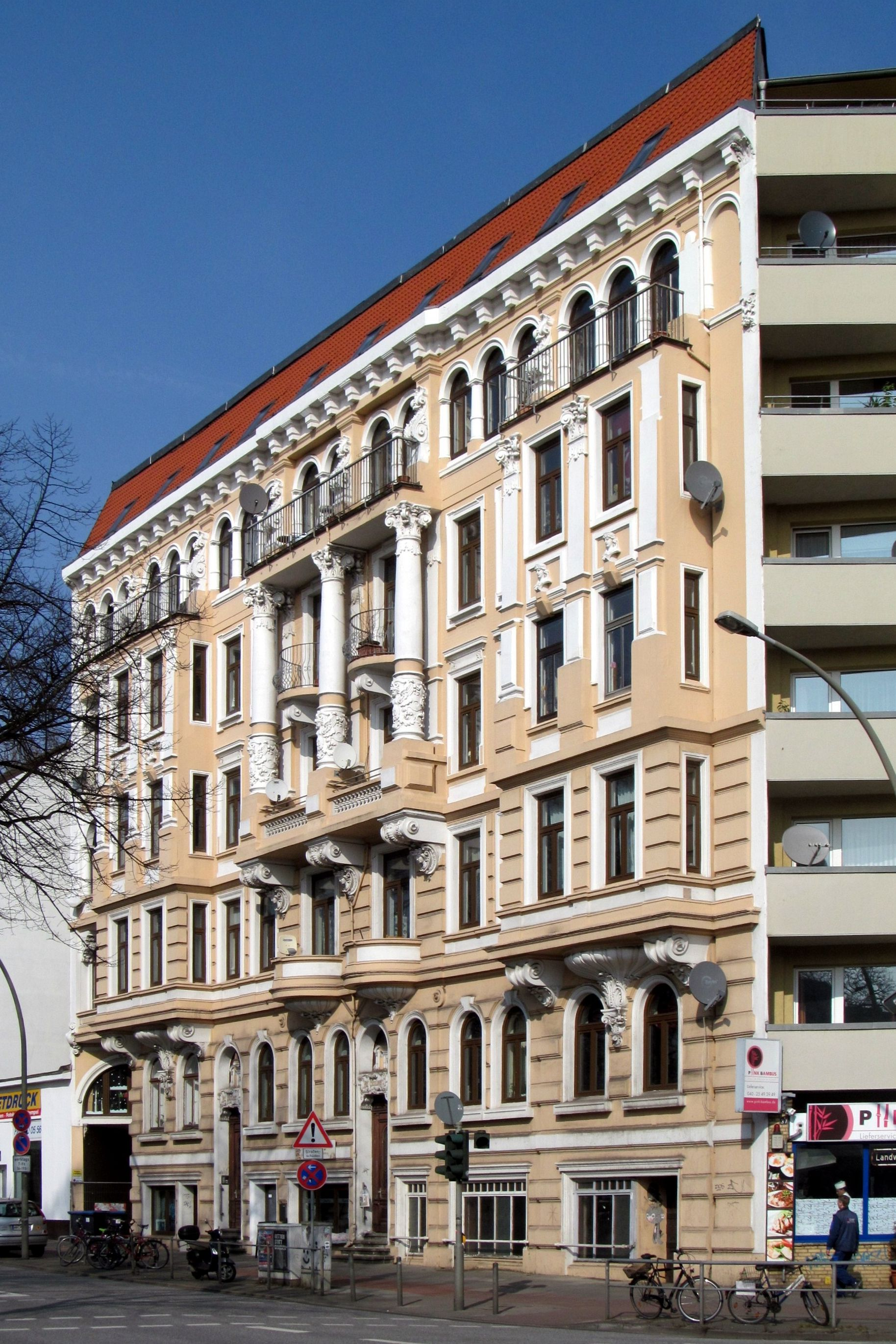
Von der gründerzeitlichen Bebauung ist nur wenig erhalten.

Die Landwehr ist eine rund 580 Meter lange Innerortsstraße im Osten von Hamburg. Sie ist ein Teilstück der Bundesstraße 5 und gehört damit zum Hauptverkehrsstraßennetz von Hamburg. Ihre amtliche Schlüsselnummer ist L024. Die Straße verläuft etwa in nordsüdlicher Richtung zwischen den Ausfallstraßen Lübecker Straße/Wandsbeker Chaussee im Norden und der Bürgerweide/Sievekingsallee im Süden. Sie bildet in ihrem Verlauf zugleich die Grenze zwischen den Stadtteilen Hohenfelde und Eilbek sowie Borgfelde und Hamm.

## Verlauf und Bebauung

Landwehr, Ecke Marienthaler Straße, um 1900

Die Straße beginnt im Norden als Fortsetzung der Straße Wartenau (Lage). Im etwa 410 Meter langen Abschnitt bis zur Südseite der Brücke der Hamburg-Altonaer Verbindungsbahn und der Bahnstrecke Lübeck–Hamburg gehören die Gebäude auf ihrer Ostseite (Hausnummern 1–45) zu Eilbek im Bezirk Wandsbek, die komplette Straßenfläche und die Westseite (Hausnummern 2–36a) zu Hohenfelde im Bezirk Hamburg-Nord. Einzige Nebenstraßen sind die Angerstraße von Westen und die Hasselbrookstraße von Osten. Ab der Eisenbahnbrücke verläuft die Straße noch 170 Meter im Bezirk Hamburg-Mitte, bevor sie in die Burgstraße übergeht (Lage). Die Stadtteilgrenze zwischen Borgfelde auf der Westseite (Hausnummer 50) und Hamm auf der Ostseite (Hausnummern 63–73) liegt hier in der Straßenmitte. Auch in diesem Straßenabschnitt münden je Straßenseite nur jeweils eine Straße in die Landwehr, die Hinrichsenstraße von Westen und die Marienthaler Straße von Osten.
Die Straße beginnt auf einer Höhe von 7 m ü. NN und endet auf 7,9 m ü. NN. An der Eisenbahnbrücke senkt sie sich auf 4,2 m ü. NN ab, so dass es dort bei Starkregen zu Überflutungen kommen kann.
An der Landwehr ist das Wohn- und Geschäftshaus mit der Hausnummer 35 als Kulturdenkmal geschützt. Außerdem befindet sich in der Straße die Lola-Rogge-Schule, eine Berufsfachschule für Tanz. Der Platz gegenüber dem Eingang zum S-Bahnhof erhielt im Dezember 2012 den Namen Ramazan-Avci-Platz, um an den in Hamburg lebenden Türken zu erinnern, der dort 1985 von rechtsextremen Skinheads getötet wurde.

## Geschichte

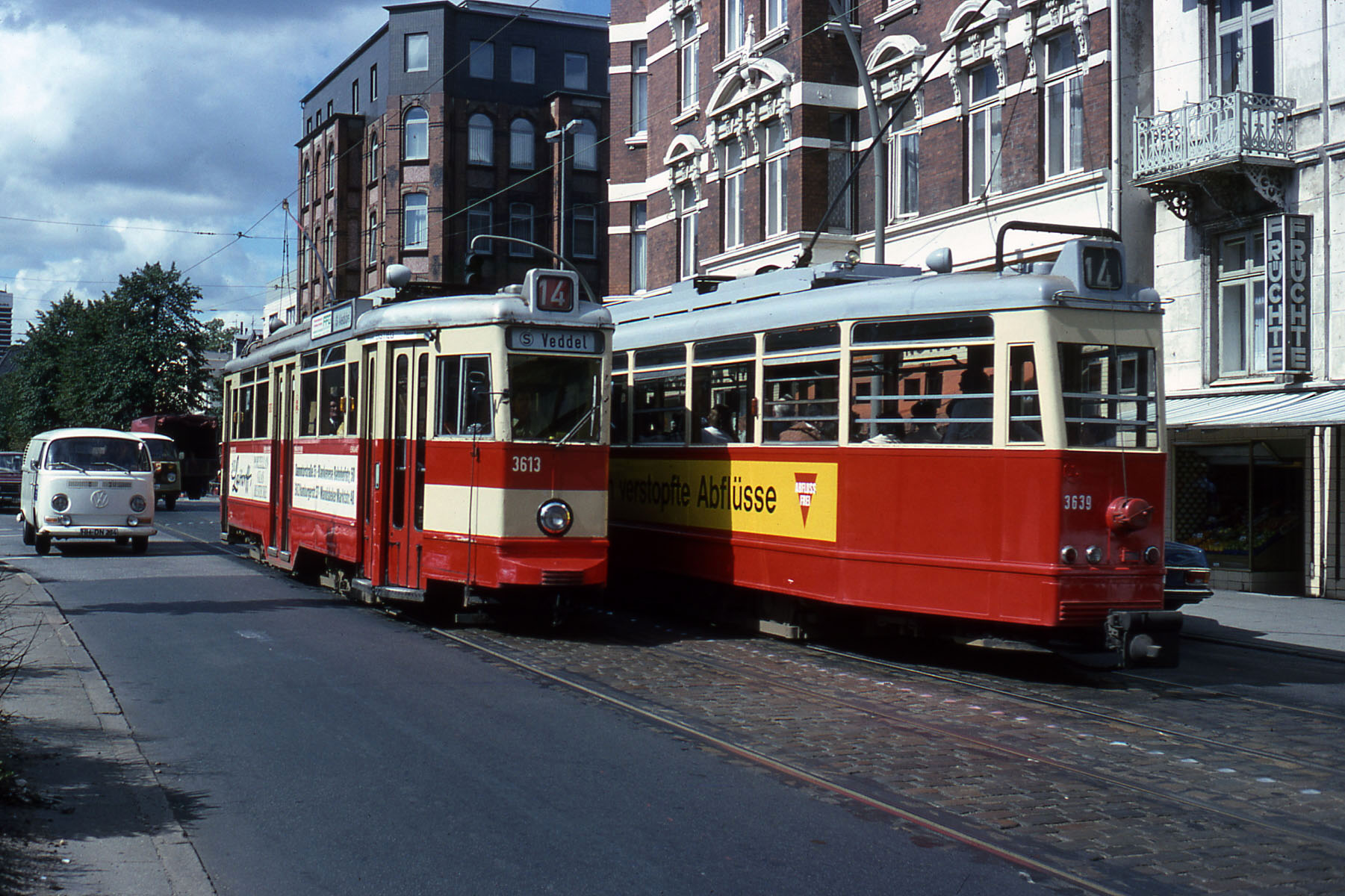
Straßenbahnen in der Landwehr, um 1970

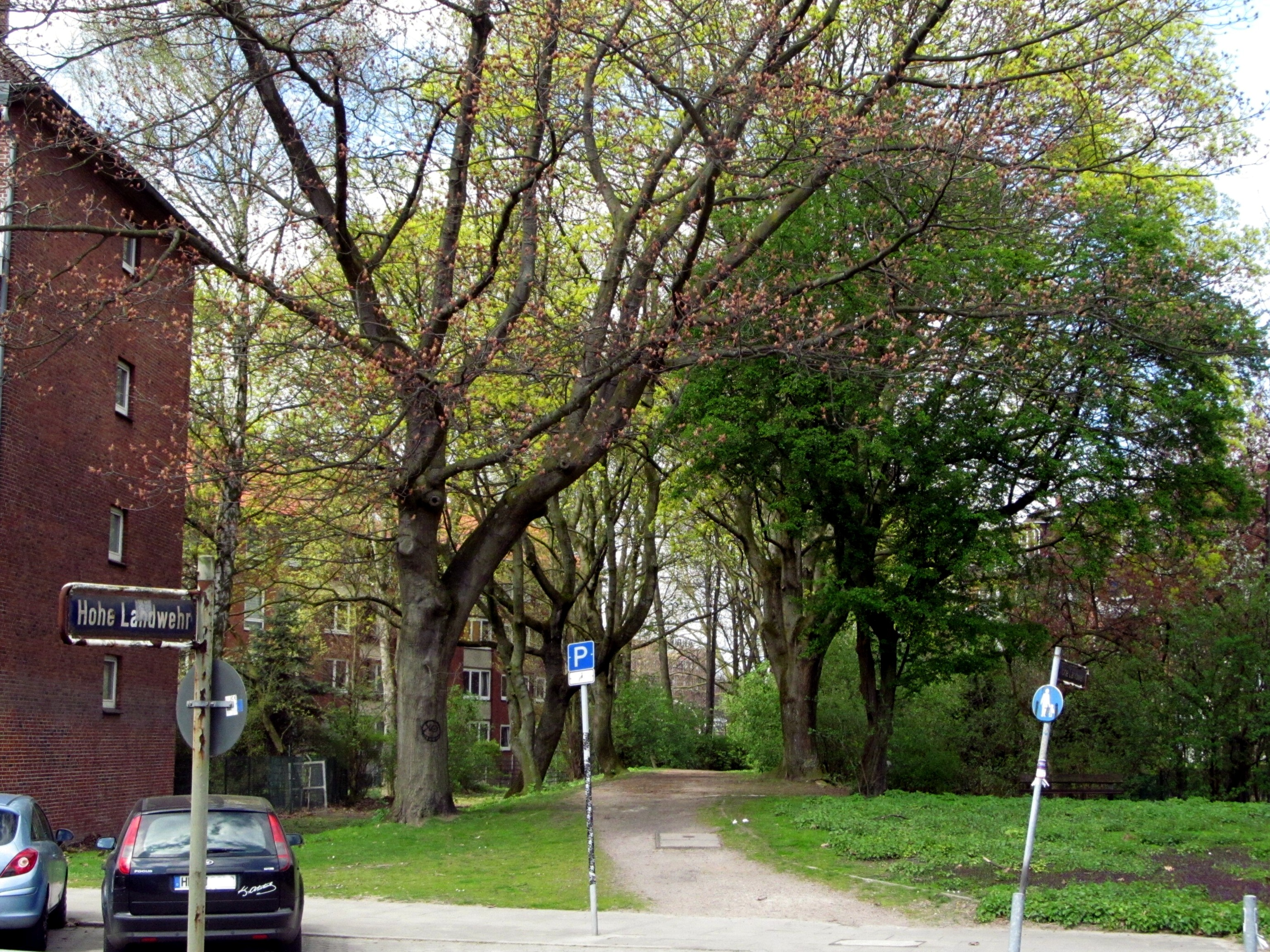
Ein letzter Rest der ursprünglichen Landwehr verläuft heute als Fußweg „Hohe Landwehr“ parallel zur Burgstraße.

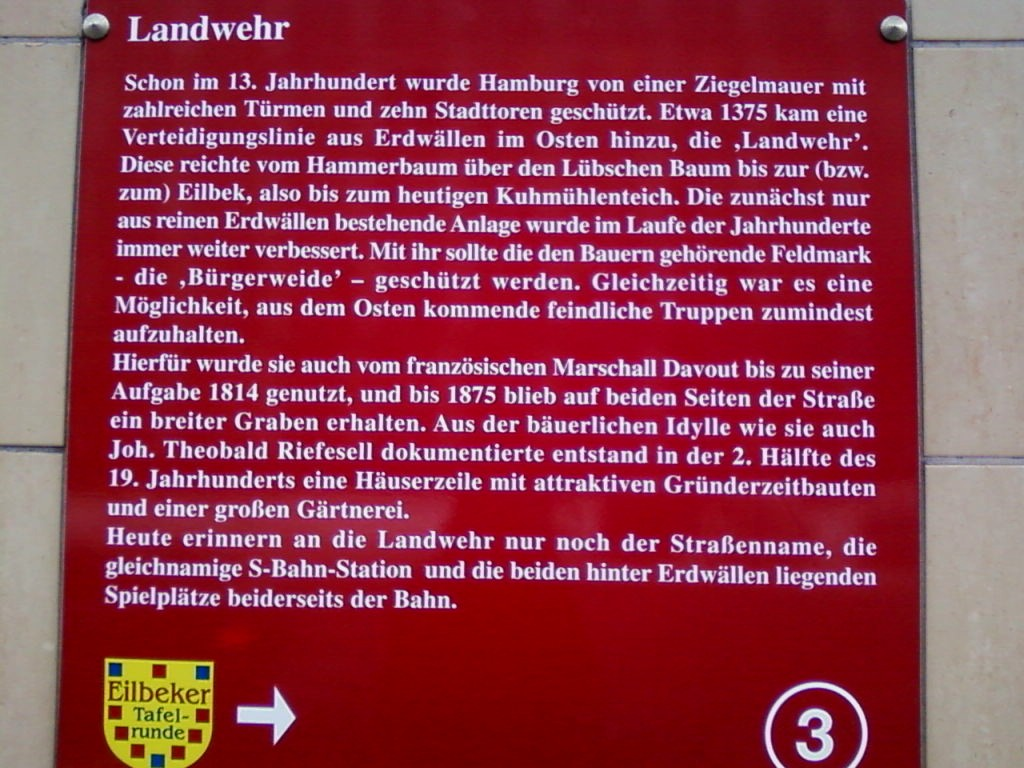
Eilbeker Tafelrunde 03-Landwehr

Der Name rührt von der historischen Landwehr aus dem 14. Jahrhundert, einer vorwiegend aus Erdwällen, Gräben und „Knicks“ bestehenden äußeren Verteidigungslinie im Vorfeld der eigentlichen Stadtbefestigung. Sie verlief vom „Hammer Baum“ im Süden über den „Lübschen Baum“ bis zum Kuhmühlenteich im Norden (entsprechend dem heutigen Straßenverlauf Burgstraße-Landwehr-Wartenau) und diente dem Schutz der sogenannten „Bürgerweide“ zwischen den damals schon zu Hamburg gehörigen Dörfern Eilbek und Hamm.
Nach dem Ende der Hamburger Franzosenzeit wurde die Landwehr als Verteidigungsanlage aufgegeben und gegen Ende des 19. Jahrhunderts mit mehrgeschossigen Wohnhäusern im Gründerzeitstil bebaut, die zum größten Teil im Zweiten Weltkrieg durch Bomben zerstört wurden. Reste der einstigen Wallanlage blieben in Teilen sichtbar und wurden erst nach dem Krieg eingeebnet. Ein letzter Wallrest ist lediglich noch südlich der Carl-Petersen-Straße als Fußweg Hohe Landwehr erhalten geblieben.
Bis zum 22. Mai 1977 wurde die Landwehr auch von der Hamburger Straßenbahn befahren (zuletzt von der Linie 14). Heute verkehren hier Metrobusse der Linie 25 zwischen Altona und Hammerbrook sowie montags bis freitags die Nachtbus-Linie 606 zwischen Rathausmarkt und Langenhorn.

## Bahnhof Landwehr

Bahnhof Landwehr um 1907

Der Bahnhof Hamburg Landwehr (Kürzel: ALAN) ist ein zweigleisiger Haltepunkt der S-Bahn Hamburg mit Mittelbahnsteig, der sich direkt auf der Brücke über die Straße Landwehr befindet (Lage). Es bestehen Zugänge von beiden Straßenseiten. Er wurde am 5. Dezember 1906 im Zuge des Baus der Vorortbahn nach Hasselbrook und Ohlsdorf eröffnet, zunächst im Dampfbetrieb, ab dem 1. Oktober 1907 elektrisch. Als einer der wenigen Bauten in der Umgebung überstand der alte Bahnhof den Zweiten Weltkrieg unbeschädigt. In der Folgezeit wurde er jedoch stark vernachlässigt, das Eingangsgebäude (siehe Bild) in den 1970er Jahren abgerissen und durch einen einfachen Zugang ersetzt. Seit Juli 2011 ermöglicht ein Fahrstuhl an der Ostseite der Landwehr einen barrierefreien Zugang. Der S-Bahnhof wird von der Hauptlinie S1 und der Verstärkerlinie S11 angefahren.
Auf seiner Südseite verlaufen die beiden Gleise der Bahnstrecke Lübeck–Hamburg.
| Linie | Verlauf |
| ----- | --- |
| S 1   | Wedel – Rissen – Sülldorf – Iserbrook – Blankenese – Hochkamp – Klein Flottbek – Othmarschen – Bahrenfeld – Ottensen – Altona – Königstraße – Reeperbahn – Landungsbrücken – Stadthausbrücke – Jungfernstieg – Hauptbahnhof – Berliner Tor – Landwehr – Hasselbrook – Wandsbeker Chaussee – Friedrichsberg – Barmbek – Alte Wöhr (Stadtpark) – Rübenkamp – Ohlsdorf \ Streckenast Poppenbüttel – Kornweg (Klein Borstel) – Hoheneichen – Wellingsbüttel – Poppenbüttel / Streckenast Flughafen – Hamburg Airport (Flughafen) |

## Nachweise
1. ↑  Statistikamt Nord: Straßen- und Gebietsverzeichnis der Freien und Hansestadt Hamburg 2011, 8. Auflage (PDF; 4,0 MB)
2. ↑  Mira Frenzel und Rüdiger Gaertner: Hamburg nach dem Regen – Das große Aufräumen nach der Sintflut. In: Hamburger Morgenpost vom 7. Juni 2011. Abgerufen am 22. Januar 2016.
3. ↑  „Ramazan-Avci-Platz“ eingeweiht – gegen Rassismus. In: Hamburger Abendblatt vom 19. Dezember 2012. Abgerufen am 23. Januar 2016.
4. ↑  Haltestelle Landwehr. In: www.hamburger-bahnhoefe.de. Abgerufen am 21. Januar 2016.
5. ↑  Landwehr ab sofort barrierefrei. auf www.bahninfo.de. Abgerufen am 23. Januar 2016.

- Karte mit allen Koordinaten:
- OSM |
- WikiMap